# Ożeniłem się z czarownicą (serial telewizyjny)
Ożeniłem się z czarownicą (ang. Bewitched) – amerykański serial telewizyjny (sitcom) produkcji amerykańskiej emitowany po raz pierwszy w latach 1964–1972.

## Treść
Czarownica Samantha przez wieki żyła w odosobnieniu od ludzi. Pewnego dnia zakochała się w śmiertelnym mężczyźnie o imieniu Darrin Stephens. Mężczyzna odwzajemnia jej uczucie. Wkrótce biorą ślub. Dopiero w noc poślubną zdumiony Darrin dowiaduje się kim jest jego żona. Samantha pragnie porzucić magię i zostać zwykłą żoną i gospodynią domową. Nie podoba się to jej prawdziwej rodzinie.

## Obsada aktorska
- Elizabeth Montgomery – Samantha Stephens/Serena (1964–1972: wszystkie 254 odcinki)[2]
- Dick York – Darrin Stephens #1 (1964–1969: 170 odcinków)
- Dick Sargent – Darrin Stephens #2 (1969–1972: 84 odcinki)
- Agnes Moorehead – Endora (1964–1972: 254 odcinki)
- Erin Murphy – Tabitha Stephens (95 odcinków)
- Diane Murphy – Tabitha Stephens (21 odcinków)
- George Tobias – Abner Kravitz (55 odcinków)
- Alice Pearce – Gladys Kravitz #1 (1964–1966: 28 odcinków)
- Sandra Gould – Gladys Kravitz #2 (1966–1971: 29 odcinków)
- David White – Larry Tate (191 odcinków)
- Irene Vernon – Louise Tate #1 (1964–1966: 13 odcinków)
- Kasey Rogers – Louise Tate #2 (1966–1972: 33 odcinki)
- Marion Lorne – ciotka Clara (28 odcinków)
- Alice Ghostley – Esmeralda (16 odcinków)
- Paul Lynde – wujek Arthur (11 odcinków)
- Bernard Fox – dr Bombay (19 odcinków)
- Mabel Albertson – Phyllis Stephens (19 odcinków)
- Dick Wilson – Frank O'Hara (18 odcinków)
- David Mandel-Bloch – Adam Stephens (16 odcinków)
- Maurice Evans – Maurice (12 odcinków)
- Cosmo Sardo – role epizodyczne (12 odcinków)
- Jill Foster – Betty Wilson (10 odcinków)
- J. Edward McKinley – Bliss, Sr. (10 odcinków)
- Sara Seegar – pani Grange (11 odcinków)
- Bernie Kopell – dr H. Chomsky (9 odcinków)
- Richard X. Slattery – detektyw por. Pearson (9 odcinków)
- Paul Barselou – barman Al (9 odcinków)
- Parley Baer – dr Matthew Kramer (9 odcinków)
- Paul Smith – role epizodyczne (9 odcinków)
- Charles Lane – Ed Hotchkiss (8 odcinków)
- Jack Collins – Jack Rogers (8 odcinków)